# Собор Святого Івана Хрестителя — V (Перемишль)
Кафедральний греко-католицький собор Святого Івана Хрестителя (колишній костел єзуїтів) — собор Української греко-католицької церкви у Перемишлі. Розташований  в історичній частині міста неподалік костелу францисканців та латинського собору.

## Передісторія
Костел єзуїтів був побудований на місці української православної церкви Петра і Павла (знищеної у 1377 р.) Єзуїти розпочали будівництво костелу в 1626. Роботи тривали до 1678 р. Споруда збудована в стилі раннього бароко. Фундатором будівництва була каштелянка Анна з Тиранських Улінська (?-1653), дочка фундатора костелу реформаторів. До будови костелу долучилися також Якуб Максиміліан Фредро і Міхал Вольські. Костел отців єзуїтів мав своїм патроном св. Ігнатія Лойолу. Проте вже в 1691 р. повстав план реставрації, яку, однак, не вдалося закінчити до початку поділів Польщі в 1773 р.

## Історія
Часи реформ Йосифа ІІ перебув костел досить щасливо. Австрійський цісар Йосиф II пропонував його українцям греко-католикам облаштувати під кафедральний собор, але оскільки вони отримали давній костел отців кармелітів, то костел св. Ігнатія залишився без духовної опіки. У 1787 р. його зробили гімназіальним. Тут знаходилося приміщення для студій єдиної школи в Перемишлі з німецькою мовою навчання. Згодом у 1820 його закрили і до 1885 р. використовували як військовий склад.
Після цього декілька років він стояв пусткою, ба навіть у 1891 р. одному єврейському підприємцю було доручено розібрати вежі костелу. Однак, проти цього рішуче запротестували не лише перемишляни але й комісія з охорони пам'яток у Відні. Згодом костел таки повернули духовенству і у 1903 р. почалася його реконструкція під керівництвом перемиського архітектора Станіслава Маєрського
1904 року відновлений для католицьких богослужінь. З 1957 року в церкві проводилися також служби у східному обряді. У 1991 році собор був відданий українській греко-католицькій церкві в обмін на церкву св. Терезії, що виконував функцію кафедрального собору до війни.

## Галерея

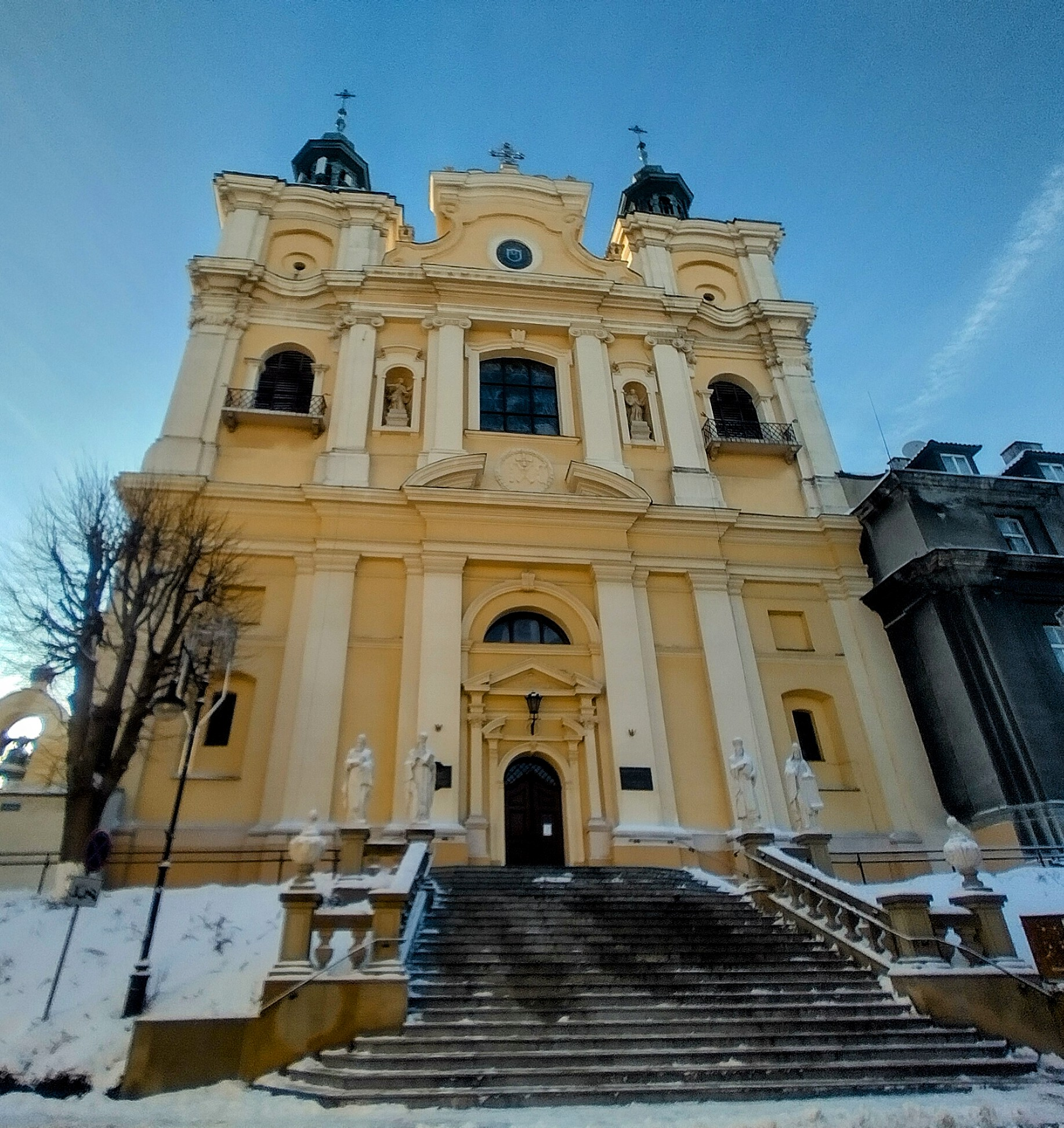
Фасад собору Святого Івана Хрестителя взимку 2024 року
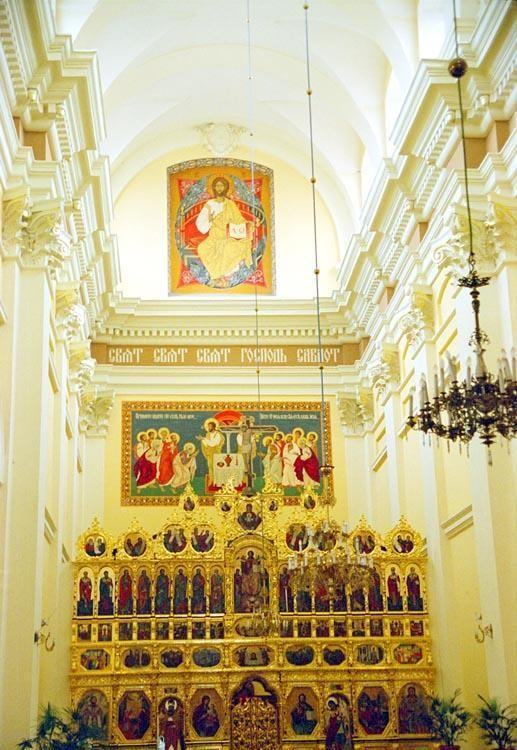
Головний іконостас
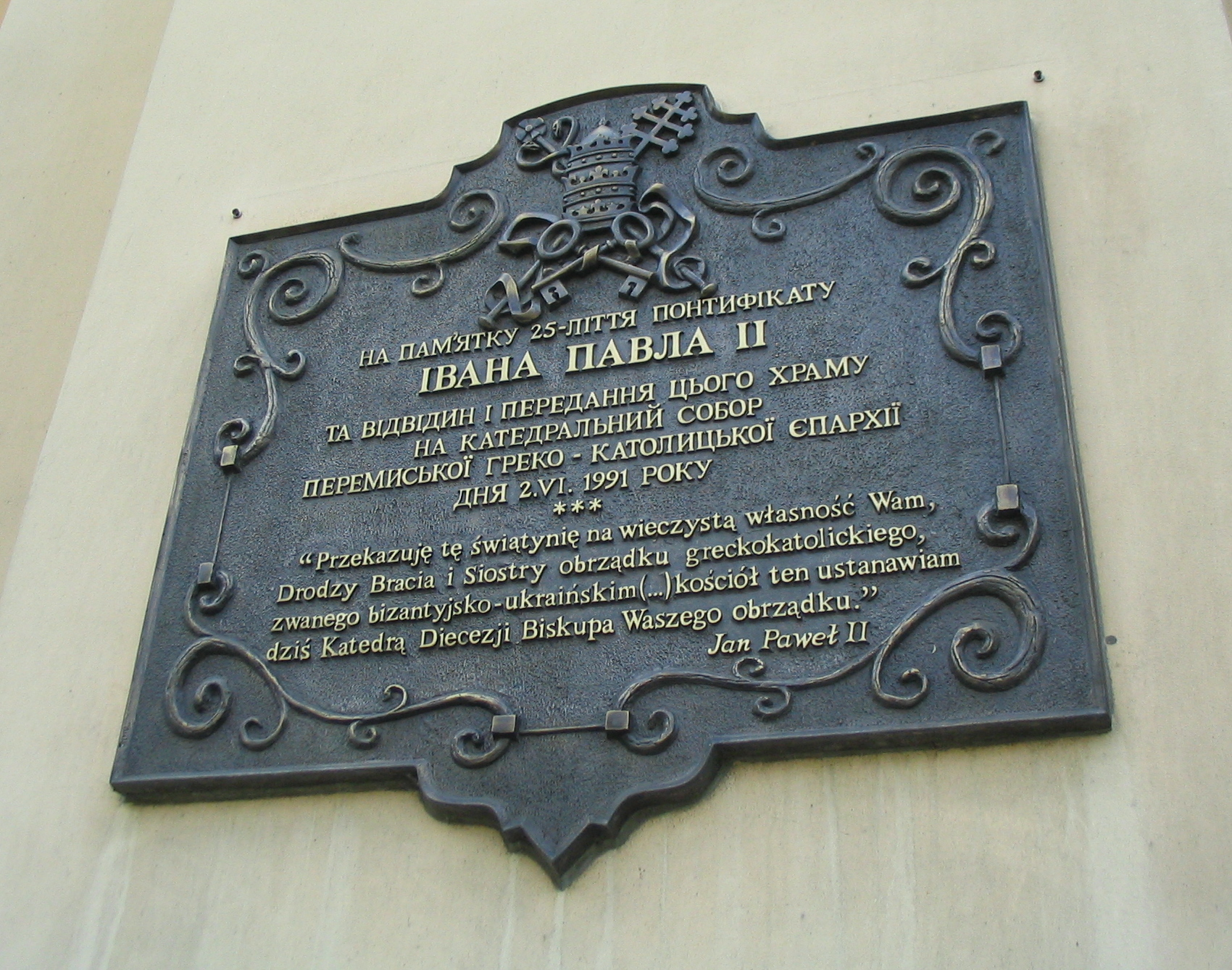
Пам'ятна дошка на честь передання собору греко-католицькій єпархії
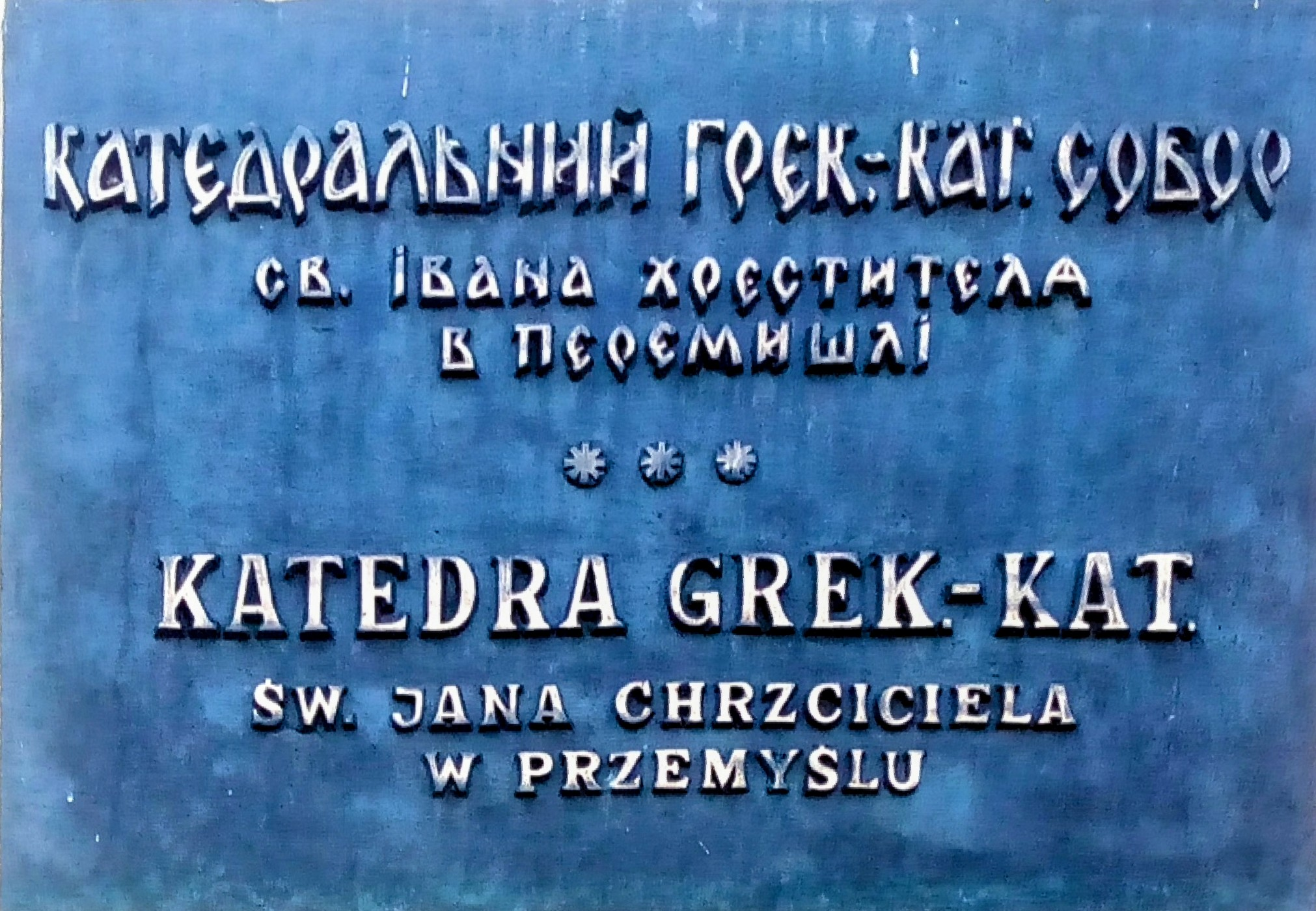
Меморіальна дошка
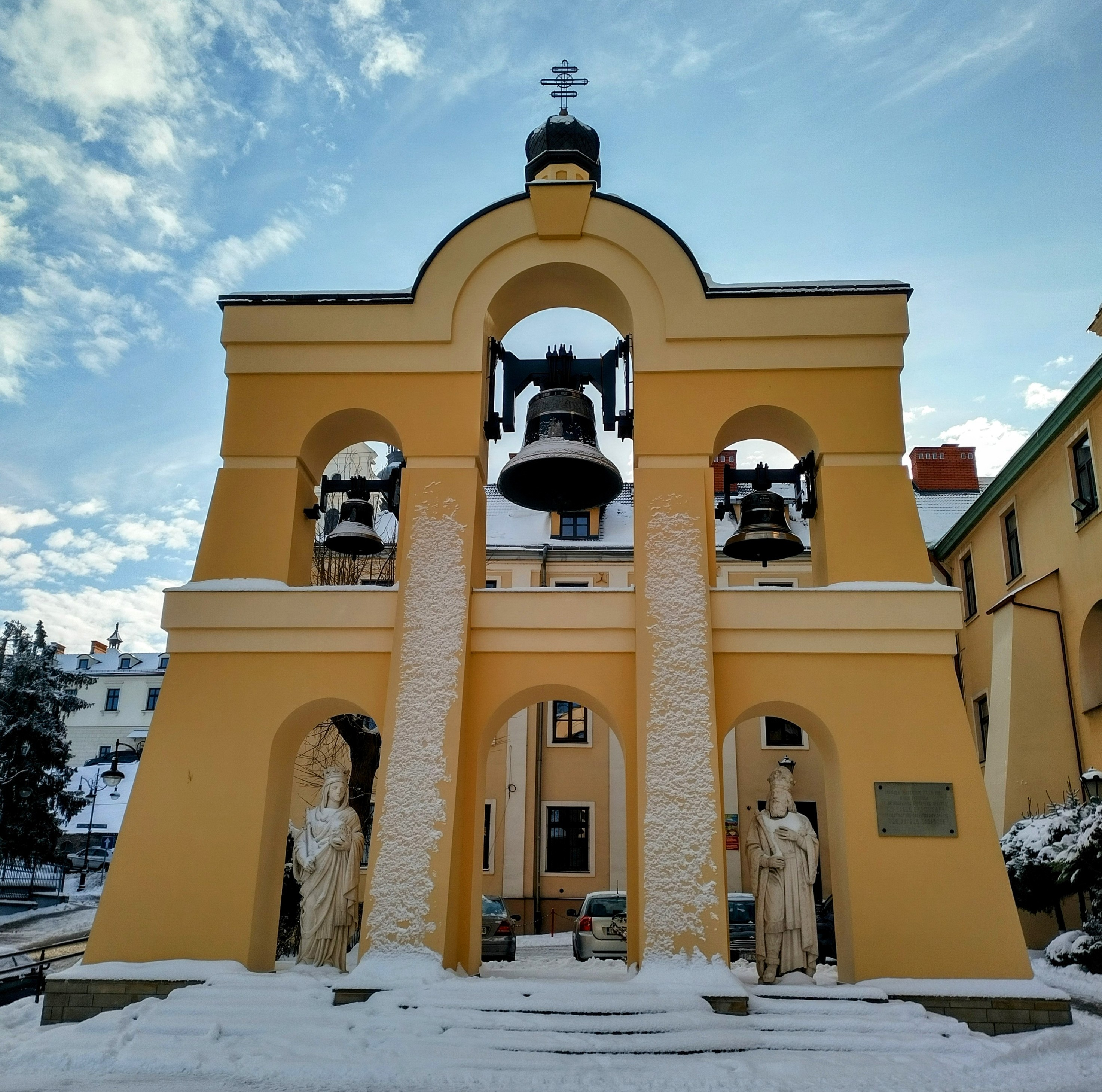
Дзвіниця
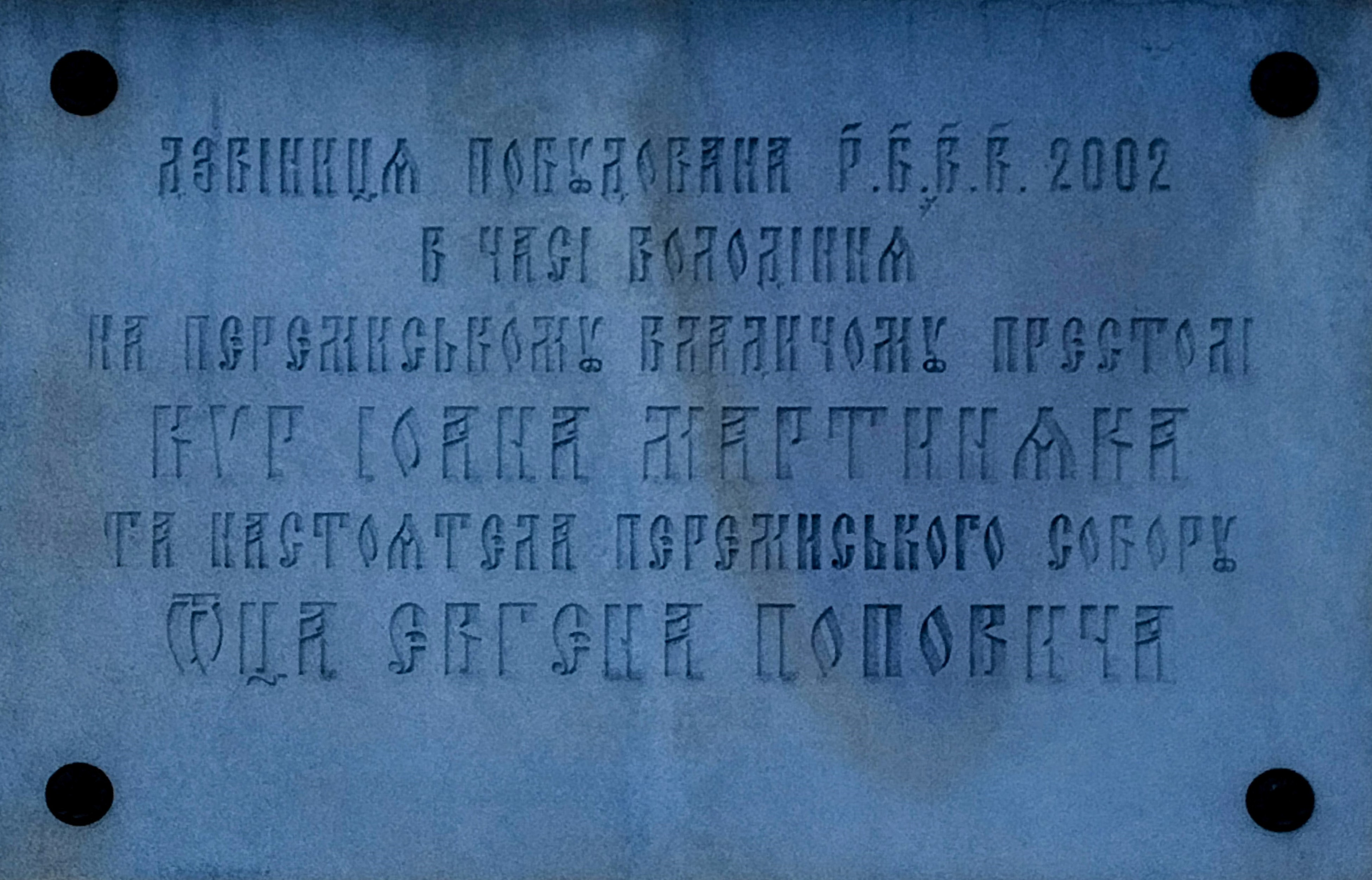
Меморіальна дошка на дзвіниці
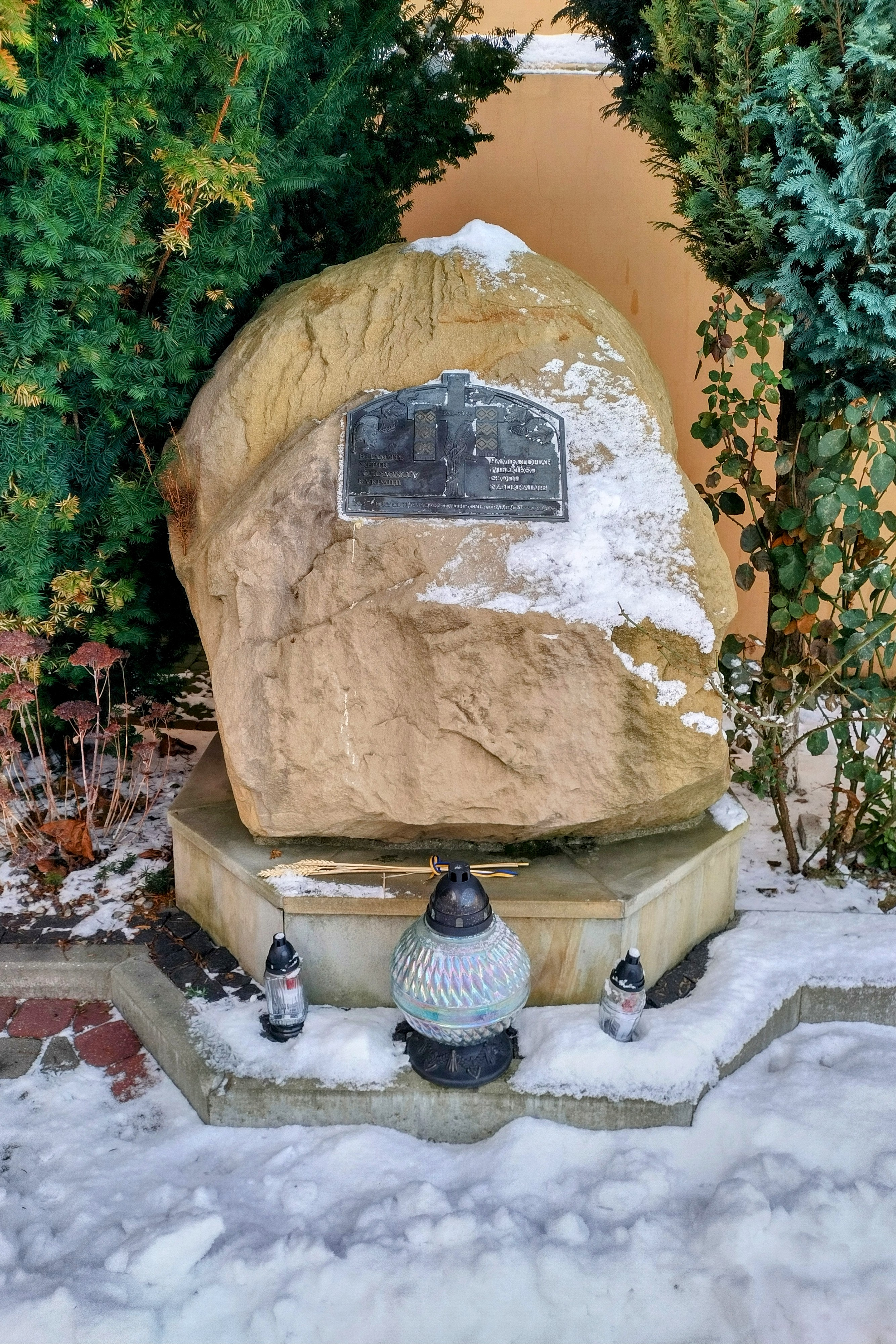
Меморіал "В пам'ять жертв Голодомору в Україні"